# Recife (microregio)
Recife is een van de 19 microregio's van de Braziliaanse deelstaat Pernambuco. Zij ligt in de mesoregio Metropolitana do Recife en grenst aan de microregio's Itamaracá, Mata Setentrional Pernambucana, Vitória de Santo Antão en Suape. De microregio heeft een oppervlakte van ca. 1.250 km². In 2009 werd het inwoneraantal geschat op 3.361.068.
Acht gemeenten behoort tot deze microregio:
- Abreu e Lima
- Camaragibe
- Jaboatão dos Guararapes
- Moreno
- Olinda
- Paulista
- Recife
- São Lourenço da Mata

Mesoregio's: Agreste Pernambucano · Mata Pernambucana · Metropolitana do Recife · São Francisco Pernambucano · Sertão Pernambucano

Microregio's: Alto Capibaribe · Araripina · Brejo Pernambucano · Fernando de Noronha · Garanhuns · Itamaracá · Itaparica · Mata Meridional Pernambucana · Mata Setentrional Pernambucana · Médio Capibaribe · Pajeú · Petrolina · Recife · Salgueiro · Sertão do Moxotó · Suape · Vale do Ipanema · Vale do Ipojuca · Vitória de Santo Antão